# (1033) Simona
(1033) Simona ist ein Asteroid des Hauptgürtels, der am 4. September 1924 vom belgischen Astronomen George Van Biesbroeck am Yerkes-Observatorium in Williams Bay, Wisconsin entdeckt wurde. 
Benannt ist der Asteroid nach Simone van Biesbroeck, der Tochter des Entdeckers.